# Großer Preis von Brasilien 1979
Der Große Preis von Brasilien 1979 (offiziell VIII Grande Prêmio do Brasil) fand am 4. Februar auf dem Autódromo José Carlos Pace in São Paulo statt und war das zweite Rennen der Automobil-Weltmeisterschaft 1979.

## Berichte

### Hintergrund
Nach einem Jahr Unterbrechung, in dem der Brasilien-GP auf der Rennstrecke Jacarepaguá stattgefunden hatte, kehrte man wieder nach São Paulo zurück. In der Zwischenzeit waren einige Sicherheitseinrichtungen hinzugefügt oder erneuert worden. Der ebenfalls erneuerte Asphalt wies jedoch ähnlich viele Bodenwellen auf wie in den Jahren zuvor, was von einigen Fahrern bemängelt wurde.
Dieselben Teilnehmer, die das Auftaktrennen in Argentinien zwei Wochen zuvor bestritten hatte, reisten auch zum zweiten WM-Lauf an. Lediglich im Bereich der Fahrzeuge gab es ein paar wenige Veränderungen. So musste Patrick Tambay auf den älteren McLaren M26 zurückgreifen, da sein eigentlicher Wagen des aktuellen Typs M28 aufgrund von Beschädigungen, die aus dem Startunfall in Buenos Aires resultierten, nicht einsatzbereit war. Bei Brabham ergab sich hingegen erstmals für beide Werksfahrer die Möglichkeit, den neuen BT48 zu pilotieren.

### Training
Erneut wurde das Training von den beiden Ligier-Piloten Jacques Laffite und Patrick Depailler dominiert. Die beiden Lotus-Werksfahrer Carlos Reutemann und Mario Andretti belegten in der Startaufstellung die zweite Reihe vor den beiden Ferrari von Gilles Villeneuve und Jody Scheckter.

### Rennen
Hinter Laffite, der die Führung übernahm, zog Reutemann kurzfristig an Depailler vorbei. Noch während der ersten Runde musste er die zweite Position jedoch wieder an diesen abgeben und fiel sogar hinter Andretti auf den vierten Rang zurück. Emerson Fittipaldi lag unterdessen nach einem Überholmanöver gegen Scheckter auf dem fünften Rang. Als Andrettis Lotus aufgrund von Fehlzündungen langsamer wurde, konnte der Brasilianer in der zweiten Runde eine weitere Position gutmachen.
Während Fittipaldi Druck auf Reutemann ausübte, ging Didier Pironi an Scheckter vorbei.
In der 22. Runde musste Fittipaldi aufgrund eines gelockerten Rades einen Boxenstopp einlegen. Auch die beiden Ferrari steuerten ihre Boxen an, um neue Reifen montieren zu lassen. Sie belegten am Ende des Rennens die Plätze fünf und sechs hinter Laffite, Depailler, Reutemann und Pironi.
Es handelte sich um den einzigen Doppelsieg in der von 1976 bis 1996 dauernden Teamgeschichte von Ligier.

## Meldeliste
| Team                          | Nr. | Fahrer                | Chassis        | Motor                    | Reifen |
| ----------------------------- | --- | --------------------- | -------------- | ------------------------ | ------ |
| Martini Racing Team Lotus     | 01  | Mario Andretti        | Lotus 79       | Ford Cosworth DFV 3.0 V8 | G      |
| Martini Racing Team Lotus     | 02  | Carlos Reutemann      | Lotus 79       | Ford Cosworth DFV 3.0 V8 | G      |
| Team Tyrrell                  | 03  | Didier Pironi         | Tyrrell 009    | Ford Cosworth DFV 3.0 V8 | G      |
| Team Tyrrell                  | 04  | Jean-Pierre Jarier    | Tyrrell 009    | Ford Cosworth DFV 3.0 V8 | G      |
| Parmalat Racing Team          | 05  | Niki Lauda            | Brabham BT48   | Alfa Romeo 1260 3.0 V12  | G      |
| Parmalat Racing Team          | 06  | Nelson Piquet         | Brabham BT48   | Alfa Romeo 1260 3.0 V12  | G      |
| Marlboro Team McLaren         | 07  | John Watson           | McLaren M28    | Ford Cosworth DFV 3.0 V8 | G      |
| Marlboro Team McLaren         | 08  | Patrick Tambay        | McLaren M26    | Ford Cosworth DFV 3.0 V8 | G      |
| ATS Wheels                    | 09  | Hans-Joachim Stuck    | ATS D2         | Ford Cosworth DFV 3.0 V8 | G      |
| Scuderia Ferrari SpA SEFAC    | 11  | Jody Scheckter        | Ferrari 312T3  | Ferrari 015 3.0 F12      | M      |
| Scuderia Ferrari SpA SEFAC    | 12  | Gilles Villeneuve     | Ferrari 312T3  | Ferrari 015 3.0 F12      | M      |
| Fittipaldi Automotive         | 14  | Emerson Fittipaldi    | Fittipaldi F5A | Ford Cosworth DFV 3.0 V8 | G      |
| Équipe Renault Elf            | 15  | Jean-Pierre Jabouille | Renault RS01   | Renault EF1 1.5 V6t      | M      |
| Équipe Renault Elf            | 16  | René Arnoux           | Renault RS01   | Renault EF1 1.5 V6t      | M      |
| Samson Shadow Racing Team     | 17  | Jan Lammers           | Shadow DN9     | Ford Cosworth DFV 3.0 V8 | G      |
| Interscope Shadow Racing Team | 18  | Elio de Angelis       | Shadow DN9     | Ford Cosworth DFV 3.0 V8 | G      |
| Olympus Cameras Wolf Racing   | 20  | James Hunt            | Wolf WR7       | Ford Cosworth DFV 3.0 V8 | G      |
| Team Ensign                   | 22  | Derek Daly            | Ensign N177    | Ford Cosworth DFV 3.0 V8 | G      |
| Team Merzario                 | 24  | Arturo Merzario       | Merzario A1B   | Ford Cosworth DFV 3.0 V8 | G      |
| Ligier Gitanes                | 25  | Patrick Depailler     | Ligier JS11    | Ford Cosworth DFV 3.0 V8 | G      |
| Ligier Gitanes                | 26  | Jacques Laffite       | Ligier JS11    | Ford Cosworth DFV 3.0 V8 | G      |
| Albilad-Saudia Racing Team    | 27  | Alan Jones            | Williams FW06  | Ford Cosworth DFV 3.0 V8 | G      |
| Albilad-Saudia Racing Team    | 28  | Clay Regazzoni        | Williams FW06  | Ford Cosworth DFV 3.0 V8 | G      |
| Warsteiner Arrows Racing Team | 29  | Riccardo Patrese      | Arrows A1B     | Ford Cosworth DFV 3.0 V8 | G      |
| Warsteiner Arrows Racing Team | 30  | Jochen Mass           | Arrows A1B     | Ford Cosworth DFV 3.0 V8 | G      |
| Team Rebaque                  | 31  | Héctor Rebaque        | Lotus 79       | Ford Cosworth DFV 3.0 V8 | G      |

## Klassifikationen

### Startaufstellung
| Pos. | Fahrer                | Konstrukteur       | Zeit    | Ø-Geschwindigkeit | Start |
| ---- | --------------------- | ------------------ | ------- | ----------------- | ----- |
| 01   | Jacques Laffite       | Ligier-Ford        | 2:23,07 | 198,130 km/h      | 01    |
| 02   | Patrick Depailler     | Ligier-Ford        | 2:23,99 | 196,864 km/h      | 02    |
| 03   | Carlos Reutemann      | Lotus-Ford         | 2:24,15 | 196,645 km/h      | 03    |
| 04   | Mario Andretti        | Lotus-Ford         | 2:24,28 | 196,468 km/h      | 04    |
| 05   | Gilles Villeneuve     | Ferrari            | 2:24,34 | 196,386 km/h      | 05    |
| 06   | Jody Scheckter        | Ferrari            | 2:24,48 | 196,196 km/h      | 06    |
| 07   | Jean-Pierre Jabouille | Renault            | 2:24,85 | 195,695 km/h      | 07    |
| 08   | Didier Pironi         | Tyrrell-Ford       | 2:25,16 | 195,277 km/h      | 08    |
| 09   | Emerson Fittipaldi    | Fittipaldi-Ford    | 2:26,35 | 193,689 km/h      | 09    |
| 10   | James Hunt            | Wolf-Ford          | 2:26,37 | 193,663 km/h      | 10    |
| 11   | René Arnoux           | Renault            | 2:26,43 | 193,583 km/h      | 11    |
| 12   | Niki Lauda            | Brabham-Alfa Romeo | 2:27,57 | 192,088 km/h      | 12    |
| 13   | Alan Jones            | Williams-Ford      | 2:27,67 | 191,958 km/h      | 13    |
| 14   | John Watson           | McLaren-Ford       | 2:27,82 | 191,763 km/h      | 14    |
| 15   | Jean-Pierre Jarier    | Tyrrell-Ford       | 2:27,89 | 191,672 km/h      | 15    |
| 16   | Riccardo Patrese      | Arrows-Ford        | 2:28,08 | 191,426 km/h      | 16    |
| 17   | Clay Regazzoni        | Williams-Ford      | 2:28,88 | 190,398 km/h      | 17    |
| 18   | Patrick Tambay        | McLaren-Ford       | 2:29,39 | 189,748 km/h      | 18    |
| 19   | Jochen Mass           | Arrows-Ford        | 2:29,42 | 189,710 km/h      | 19    |
| 20   | Elio de Angelis       | Shadow-Ford        | 2:30,29 | 188,611 km/h      | 20    |
| 21   | Jan Lammers           | Shadow-Ford        | 2:31,60 | 186,982 km/h      | 21    |
| 22   | Nelson Piquet         | Brabham-Alfa Romeo | 2:31,64 | 186,932 km/h      | 22    |
| 23   | Derek Daly            | Ensign-Ford        | 2:31,78 | 186,760 km/h      | 23    |
| 24   | Hans-Joachim Stuck    | ATS-Ford           | 2:32,27 | 186,159 km/h      | 24    |
| DNQ  | Héctor Rebaque        | Lotus-Ford         | 2:32,66 | 185,683 km/h      | –     |
| DNQ  | Arturo Merzario       | Merzario-Ford      | 2:34,08 | 183,972 km/h      | –     |

### Rennen
| Pos. | Fahrer                | Konstrukteur       | Runden | Stopps | Zeit       | Start | Schnellste Runde |
| ---- | --------------------- | ------------------ | ------ | ------ | ---------- | ----- | ---------------- |
| 01   | Jacques Laffite       | Ligier-Ford        | 40     | ?      | 1:40:09,64 | 01    | 2:28,76 (23.)    |
| 02   | Patrick Depailler     | Ligier-Ford        | 40     | ?      | + 5,28     | 02    | 2:29,40          |
| 03   | Carlos Reutemann      | Lotus-Ford         | 40     | ?      | + 44,14    | 03    | 2:30,57          |
| 04   | Didier Pironi         | Tyrrell-Ford       | 40     | ?      | + 1:25,88  | 08    | 2:30,88          |
| 05   | Gilles Villeneuve     | Ferrari            | 39     | ?      | + 1 Runde  | 05    | 2:30,54          |
| 06   | Jody Scheckter        | Ferrari            | 39     | ?      | + 1 Runde  | 06    | 2:30,44          |
| 07   | Jochen Mass           | Arrows-Ford        | 39     | ?      | + 1 Runde  | 19    | 2:33,03          |
| 08   | John Watson           | McLaren-Ford       | 39     | ?      | + 1 Runde  | 14    | 2:32,95          |
| 09   | Riccardo Patrese      | Arrows-Ford        | 39     | ?      | + 1 Runde  | 16    | 2:33,64          |
| 10   | Jean-Pierre Jabouille | Renault            | 39     | ?      | + 1 Runde  | 07    | 2:29,97          |
| 11   | Emerson Fittipaldi    | Fittipaldi-Ford    | 39     | ?      | + 1 Runde  | 09    | 2:30,39          |
| 12   | Elio de Angelis       | Shadow-Ford        | 39     | ?      | + 1 Runde  | 20    | 2:34,34          |
| 13   | Derek Daly            | Ensign-Ford        | 39     | ?      | + 1 Runde  | 23    | 2:34,68          |
| 14   | Jan Lammers           | Shadow-Ford        | 39     | ?      | + 1 Runde  | 21    | 2:34,78          |
| 15   | Clay Regazzoni        | Williams-Ford      | 38     | ?      | + 2 Runden | 17    | 2:33,74          |
| –    | Alan Jones            | Williams-Ford      | 33     | ?      | DNF        | 13    | 2:33,19          |
| –    | Hans-Joachim Stuck    | ATS-Ford           | 31     | ?      | DNF        | 24    | 2:35,53          |
| –    | René Arnoux           | Renault            | 28     | ?      | DNF        | 11    | 2:35,32          |
| –    | Patrick Tambay        | McLaren-Ford       | 7      | ?      | DNF        | 18    | 2:34,05          |
| –    | James Hunt            | Wolf-Ford          | 7      | ?      | DNF        | 10    | 2:32,37          |
| –    | Nelson Piquet         | Brabham-Alfa Romeo | 5      | ?      | DNF        | 22    | 2:32,19          |
| –    | Niki Lauda            | Brabham-Alfa Romeo | 5      | ?      | DNF        | 12    | 2:36,08          |
| –    | Mario Andretti        | Lotus-Ford         | 2      | ?      | DNF        | 04    | 2:36,82          |
| –    | Jean-Pierre Jarier    | Tyrrell-Ford       | 0      | ?      | DNF        | 15    | –                |

## WM-Stände nach dem Rennen
Die ersten sechs des Rennens bekamen 9, 6, 4, 3, 2 bzw. 1 Punkt(e). Es zählten nur die besten vier Ergebnisse aus den ersten sieben Rennen und die besten vier Ergebnisse aus den letzten acht Rennen. In der Konstrukteurswertung wurden alle Resultate gewertet.

### Fahrerwertung
| Pos. | Fahrer             | Konstrukteur    | Punkte |
| ---- | ------------------ | --------------- | ------ |
| 01   | Jacques Laffite    | Ligier-Ford     | 18     |
| 02   | Carlos Reutemann   | Lotus-Ford      | 10     |
| 03   | Patrick Depailler  | Ligier-Ford     | 9      |
| 04   | John Watson        | McLaren-Ford    | 4      |
| 05   | Didier Pironi      | Tyrrell-Ford    | 3      |
| 06   | Mario Andretti     | Lotus-Ford      | 2      |
| 07   | Gilles Villeneuve  | Ferrari         | 2      |
| 08   | Emerson Fittipaldi | Fittipaldi-Ford | 1      |
| 09   | Jody Scheckter     | Ferrari         | 1      |
| 10   | Jochen Mass        | Arrows-Ford     | 0      |
| 11   | Elio de Angelis    | Shadow-Ford     | 0      |
| 12   | Alan Jones         | Williams-Ford   | 0      |
| 13   | Riccardo Patrese   | Arrows-Ford     | 0      |

| Pos. | Fahrer                | Konstrukteur       | Punkte |
| ---- | --------------------- | ------------------ | ------ |
| 14   | Clay Regazzoni        | Williams-Ford      | 0      |
| 15   | Jean-Pierre Jabouille | Renault            | 0      |
| 16   | Derek Daly            | Ensign-Ford        | 0      |
| 17   | Jan Lammers           | Shadow-Ford        | 0      |
| –    | Héctor Rebaque        | Lotus-Ford         | 0      |
| –    | James Hunt            | Wolf-Ford          | 0      |
| –    | Jean-Pierre Jarier    | Tyrrell-Ford       | 0      |
| –    | Niki Lauda            | Brabham-Alfa Romeo | 0      |
| –    | René Arnoux           | Renault            | 0      |
| –    | Patrick Tambay        | McLaren-Ford       | 0      |
| –    | Nelson Piquet         | Brabham-Alfa Romeo | 0      |
| –    | Arturo Merzario       | Merzario-Ford      | 0      |
| –    | Hans-Joachim Stuck    | ATS-Ford           | 0      |

### Konstrukteurswertung
| Pos. | Konstrukteur    | Punkte |
| ---- | --------------- | ------ |
| 01   | Ligier-Ford     | 27     |
| 02   | Lotus-Ford      | 12     |
| 03   | McLaren-Ford    | 4      |
| 04   | Tyrrell-Ford    | 3      |
| 05   | Ferrari         | 3      |
| 06   | Fittipaldi-Ford | 1      |
| 07   | Arrows-Ford     | 0      |
| 08   | Shadow-Ford     | 0      |

| Pos. | Konstrukteur       | Punkte |
| ---- | ------------------ | ------ |
| 09   | Williams-Ford      | 0      |
| 10   | Renault            | 0      |
| 11   | Ensign-Ford        | 0      |
| –    | Wolf-Ford          | 0      |
| –    | Brabham-Alfa Romeo | 0      |
| –    | Merzario-Ford      | 0      |
| –    | ATS-Ford           | 0      |